# Papillacarus hirsutus
Papillacarus hirsutus är en kvalsterart som först beskrevs av Aoki 1961.  Papillacarus hirsutus ingår i släktet Papillacarus och familjen Lohmanniidae. Inga underarter finns listade i Catalogue of Life.